# Psychiatria Polska
Psychiatria Polska – polskie recenzowane czasopismo naukowe, publikujące prace z dziedziny psychiatrii. Kontynuuje tradycje przedwojennego „Rocznika Psychiatrycznego”.
Czasopismo jest indeksowane m.in. przez Science Citation Index, MEDLINE, Journal Citation Reports (impact factor w 2018 roku 1,311), Index Copernicus. Jest wydawane w formie drukowanej zawierającej teksty w języku polskim i udostępniane na zasadach open access w formie elektronicznej zawierającej teksty w języku polskim i angielskim.
Redaktorzy naczelni:
- od 1978 do 1992 – Adam Bilikiewicz
- od 1992 do 2014 – Jerzy Aleksandrowicz
- od 2014 – Dominika Dudek